# SN 2006sx
SN 2006sx – supernowa typu Ia odkryta 16 listopada 2006 roku w galaktyce A003148-0030. W momencie odkrycia miała maksymalną jasność 21,90m.